# Takashige Ichise
Takashige Ichise (一瀬 隆重, Ichise Takashige), né le 18 janvier 1961 à Kobe (Japon), est un producteur et scénariste japonais.

## Biographie
Le film a été inspiré de la légende urbaine de Momo Challenge.[réf. nécessaire][pas clair]

## Filmographie partielle

### Comme producteur
- 1998 : Beat de Amon Miyamoto
- 1998 : Rasen de Jôji Iida
- 1998 : Ring de Hideo Nakata
- 1999 : Ring 2 de Hideo Nakata
- 2000 : Crazy Lips de Hirohisa Sasaki
- 2000 : Ju-on 2 de Takashi Shimizu
- 2000 : Ju-on de Takashi Shimizu
- 2000 : Ring Ø: Birthday (Ring 0 : Le Commencement) de Norio Tsuruta
- 2001 : Lady Snowblood de Shinsuke Satō
- 2002 : Dark Water de Hideo Nakata
- 2002 : Ju-on: The Grudge de Takashi Shimizu
- 2004 : Infection (感染, Kansen?) de Masayuki Ochiai
- 2004 : Dark Tales of Japan de Yoshihiro Nakamura, Norio Tsuruta, Kôji Shiraishi et Takashi Shimizu
- 2005 : Réincarnation de Takashi Shimizu
- 2006 : Rétribution (叫, Sakebi) de Kiyoshi Kurosawa
- 2007 : Kaïdan de Hideo Nakata
- 2008 : Spirits de Masayuki Ochiai
- 2014 : Ju-on: The Beginning of the End (Ju-on: Owari no hajimari) de Masayuki Ochiai
- 2014 : Vol 7500 : aller sans retour de Takashi Shimizu

### Comme scénariste
- 1993 : L'Arme blanche (American Yakuza)
- 1994 : Blue Tiger
- 2002 : Honogurai mizu no soko kara
- 2002 : Koi ni utaeba
- 2002 : Last Scene
- 2005 : Dark Water de Walter Salles
- 2013 : Tôku tu za deddo
- 2014 : Ju-on: The Beginning of the End (Ju-on: Owari no hajimari) de Masayuki Ochiai
- 2015 : Ju-on: Za fainaru
- 2015 : Shi yi

### Comme acteur
- 1981 : Risoukyou densetsu
- 1989 : Teito taisen
- 1990 : Yonimo kimyô na monogatari (série TV)